# Payday: The Heist
Payday: The Heist — компьютерная игра в жанре шутер от первого лица, разработанная Overkill Software и изданная Sony Online Entertainment. Игра была выпущена 18 октября 2011 года для PlayStation 3 в США. Поступила 20 октября 2011 года для PC через Steam в США и Великобритании. В игре доступно 9 разных игровых миссий, на движке Diesel.

## Геймплей
Шутер, являющийся напряжённым эпизодическим триллером и базирующийся на голливудских фильмах.
В игре представлено динамическое окружение и враги, приспосабливающиеся к ситуации. Это означает, что игра никогда не будет повторяться. Работа в команде является ключевой в этой игре, так как игроки должны будут работать вместе, имея разные задачи для людей в команде (пока 3 сражаются с полицией, один должен следить за дрелью или паковать деньги в сумки). Для завершения этих задач игрок может играть в онлайн как через Steam, PSN или с игроками управляемыми компьютером в автономном режиме, хотя игра становится заметно сложнее, чем с хорошей командой живых игроков.
В игре имеется 4 персонажа: Даллас, Хокстон, Вулф и Чейнс.
Игроки, собирая деньги и успешно выполняя задания и испытания, получают новые уровни репутации и одно улучшение в том классе, который у них был выбран на этот момент.
В игре встречаются разнообразные противники, от вооружённых только пистолетами, которые появляются в начале захвата или между штурмами, до одетых в бронежилеты и вооружённых винтовками и ружьями, которые появляются позднее и представляют большую угрозу. Наиболее опасны особые враги, которые в состоянии в одиночку обездвижить незадачливого игрока. Обычных противников можно заставить сложить оружие и заковать самих себя в наручники (это может пригодиться как для обмена заложника на одного из арестованных сообщников, так и просто для целого ряда достижений и задач). В игре также встречаются и особые бойцы, в отличие от вышеперечисленных врагов, каждый из особых бойцов обладает уникальной способностью, которая делает его довольно неприятным противником. Кроме того, этих бойцов невозможно заставить сдаться в плен.
Также у игрока есть четыре ветки развития, открывающие определённые бонусы, оружие, и снаряжение. Игрок может сам выбрать, какую ветку прокачать при получении нового уровня. Для этого нужно во время задания нажать TAB и цифрами 1, 2, 3, 4 выбрать нужную ветку развития.

### Ограбления

Геймплей игры

- Первый всемирный банк (англ. First World Bank)  — ограбление банка. Прежде чем начать ограбление, игроки должны найти менеджера банка, чтобы сэкономить время в дальнейшем. Необходимо забрать ключ от склада у менеджера, забрать дрель, канистру с термитом и дополнительную канистру с термитом. Открыть с помощью дрели дверь, ведущую к хранилищу, и прожечь термитом банковский сейф. Забрать деньги и совершить побег, уничтожив стену серверной комнаты и сбежав на мусоровозе.
- Схватка на улице (англ. Heat Street) — ограбление, в котором необходимо догнать водителя, который предал группу и сбежал с серебром в кейсе. Задача — пробираясь через улицы, противостоять полиции и догнать предателя, затем выкурить его из перевёрнутого фургона, поджигая бензин. Когда он выйдет, необходимо конвоировать его до эвакуационной площадки, где всех подберёт вертолёт.
- Комната страха (англ. Panic Room) — ограбление, в котором необходимо проникнуть в ветхий жилой дом под видом покупателей, добраться до «Комнаты страха», где банда наркоторговцев амфетамина устроила убежище и хранилище для своих денег. Проникнув в здание, необходимо найти комнату-хранилище, затем найти ключ от комнаты у одного бандита, установить и следить за пилами, отбиваясь от прибывшей полиции. Затем, когда пилы отработают, необходимо уничтожить снайперов на крышах, чтобы пилот вертолёта смог сбросить сумку с С4, которым необходимо уничтожить крепление комнаты. Продолжая отбиваться от полиции, необходимо закрепить трос с магнитом к «сейфу» и скрыться в канализации от полиции.
- Зелёный мост (англ. Green Bridge) — ограбление, в котором необходимо освободить одного китайского заключённого. Необходимо установить пилы на 4 бронированных фургона и следить за тем, чтобы они не перегрелись. Затем необходимо найти в одном из фургонов заключённого, которого необходимо конвоировать к стройплощадке. Потом посадить его в кресло для транспортировки и ждать, пока самолёт захватит его крюком. После пробежать через мост и скрыться, используя акваланги.
- Кража бриллиантов (англ. Diamond Heist) — ограбление, в котором необходимо ограбить хранилище драгоценных камней. По заявлению разработчиков Overkill, это ограбление самое сложное в игре. Необходимо, не привлекая внимания охраны и обходя системы безопасности, взломать несколько компьютерных терминалов, которые расположены на разных этажах и на крыше. Задание очень усложнится, если игроки поднимут тревогу, так как малые пространства и лабиринто-подобная архитектура уровня очень усложняет передвижение, а полицейские отряды и охрана просто разделят и запутают игроков. При игре на сложности Overkill есть небольшой шанс получить большой бриллиант, комната с дверью находится справа при входе. Необходимо вернуться на место начала миссии и забрать стеклорез, установить на стекло и подождать 240 секунд. Если игроки не подняли тревогу, когда введется код, есть вероятность, что сейф откроется сразу и можно закончить задание без единого убийства.
- Скотобойня (англ. Slaughterhouse) — ограбление, в котором игроки атакуют бронированный фургон с золотом, который упал в скотобойню. После того, как броневик, после столкновения с бульдозером, съезжает с дороги, он падает на крышу скотобойни, где зависает на крюках. Игрокам необходимо проникнуть в скотобойню, взорвать дверь броневика, установить и следить за дрелью. Сложность в том, что полиция проникает с разных сторон здания, а висящие туши животных ухудшают обзор. Затем необходимо перегрузить золото в сумки, принести его в контейнер, который будет перенесён с помощью крана.
- Нет милосердию (англ. No Mercy) — новое ограбление в игре, появившееся в конце июля 2012 года. В нём действие происходит в знакомом нам по Left 4 Dead госпитале, в котором игрокам надо украсть кровь больного, заражённого неизвестной инфекцией. Игроки должны проникнуть в инфекционное отделение, найти больного, взять его несколько хороших образцов крови и сбежать. На уровне есть два варианта событий.
  - «План А» — уничтожить все камеры в течение 7 секунд, не подпускать заложников к сигнализации, после переодеться в докторов и пройти в отсек с больными. Не вызывая подозрений, найти необходимого больного, начать ограбление, взять его несколько хороших образцов крови и сбежать.
  - «План Б» — используется в том случае, если кто-то из заложников включил сигнализацию, или вы убили одного из заложников. В этом случае вам необходимо взять пилу, находящуюся в игрушке, взломать дверь в блок с больными, а затем наугад вскрыть одну из 3х комнат с больным. Если повезёт — вы наткнетесь на нужного больного сразу, если нет — придётся вскрывать следующую дверь, или все три. Как показывает практика — чаще всего больной лежит в правой комнате. Если вы не нашли больного с первого раза, то с большой вероятностью вы найдете его со второго раза, редко — с третьего.

При приобретении DLC Wolfpack добавляются ещё два ограбления: Подделка и Под прикрытием.
- Подделка (англ. Counterfeit) — команда под видом ремонтников проникает в подвал двух фальшивомонетчиков, где те печатают деньги. Задача команды — забрать печатную плату.
- Под прикрытием (англ. Undercover) — команда срывает сделку по продаже сервера. Задача — выпытать у «продавца» пароли к ступеням защиты сервера и украсть у налоговой службы 25 миллионов долларов.

Все ограбления были переделаны и добавлены в Payday 2.

## Саундтрек
Слова и музыка всех песен — Simon Viklund.
| №   | Название                                        | Длительность |
| --- | ----------------------------------------------- | ------------ |
| 1.  | «Breaking News»                                 | 2:04         |
| 2.  | «Gun Metal Grey (theme from First World Bank)»  | 4:18         |
| 3.  | «Double Cross (theme from Heat Street)»         | 3:35         |
| 4.  | «Home Invasion (theme from Counterfeit)»        | 3:36         |
| 5.  | «Busted (heist failed)»                         | 3:07         |
| 6.  | «Stone Cold (theme from Green Bridge)»          | 5:00         |
| 7.  | «Three Way Deal (theme from Undercover)»        | 4:12         |
| 8.  | «Phoney Money (theme from Panic Room part 1)»   | 2:28         |
| 9.  | «The Take (theme from Panic Room part 2)»       | 3:47         |
| 10. | «See You at the Safe House (heist successful)»  | 2:15         |
| 11. | «Code Silver (theme from No Mercy)»             | 4:49         |
| 12. | «Crime Wave (theme from Slaughterhouse)»        | 3:22         |
| 13. | «Breach of Security (theme from Diamond Heist)» | 4:09         |
| 14. | «Criminal Intent (theme from the main menu)»    | 3:15         |
| 15. | «Preparations (theme from the load-out menu)»   | 2:51         |
| 16. | «I Will Give You My All»                        | 2:56         |
| 17. | «Shawn Davis and band – Payday for You and Me»  | 2:49         |

## Рецензии
| Сводный рейтинг       | Сводный рейтинг |
| Агрегатор             | Оценка          |
| --------------------- | --------------- |
| GameRankings          | 70,61 %         |
| Русскоязычные издания |                 |
| Издание               | Оценка          |
| Absolute Games        | 73 %            |

## Продажи
Летом 2018 года, благодаря уязвимости в защите Steam Web API, стало известно, что точное количество пользователей сервиса Steam, которые играли в игру хотя бы один раз, составляет 4 944 712 человек.